# Phytomyza umanomitsubae
Phytomyza umanomitsubae är en tvåvingeart som beskrevs av Mitsuhiro Sasakawa 1993. Phytomyza umanomitsubae ingår i släktet Phytomyza och familjen minerarflugor. Inga underarter finns listade i Catalogue of Life.